# تريسيراس
تريسيراس (بالإنجليزية: Trishiras)‏، في الهندوسية، هو كائن له ثلاثة رؤوس، وهو ابن تفاشا الذي خلقه ليطيح إندرا عن عرشه. يأكل تريسيراس برأس، ويراقب ما يحيط به برأس آخر، ويقرأ نصوص الفيدات بالرأس الثالث. بعد أن أصبح قويا خاف منه إندرا خاصة بعد أن لم يعجب بالمرأة التي أرسلها إندرا له لإغرائه. قام بقتله إندرا لذلك خلق أبوه المسمى تفاشا فريترا من أجل الانتقام.